# ニッポン・インドサリ・コーピンド
ニッポン・インドサリ・コーピンド（インドネシア語: PT Nippon Indosari Corpindo Tbk）は、西ジャワ州に本社をおくインドネシアの製パン会社。インドネシア最大手の製パン会社であり、シェアは20%強。
1995年に、サリム・グループ、ヤップグループ、日商岩井（現在の双日）、敷島製パン等の共同出資によって設立された。Sari Rotiブランド でパン・洋菓子の製造をおこなっている。2020年時点で14工場を操業し、日産能力は合計500万個に達する。2022年には、リアウ州プカンバルに15ヶ所目の工場を稼働させる。
2017年には、フィリピンの食品大手モンデ・ニッシンとの合弁で、フィリピンでの食パン・菓子パンの製造を開始し、海外進出を果たしたが、2020年には、モンデ・ニッシンに保有する全株式を売却して撤退した。

## 脚註
1. 1 2 3   “ニッポン・インドサリ、比食品会社と合弁設立”. 日本経済新聞. (2016年2月26日) 2016年2月26日閲覧。
2. ↑  “製パン大手、ニッポン・インドサリ・コーピンドは8000万株自社株買い【インドネシア：食品】”. ASEAN JAPAN. (2019年2月20日) 2019年2月20日閲覧。
3. ↑   “【インドネシア】製パン最大手、新工場が来年初頭に完成へ［食品］”. NNA. (2021年9月8日) 2021年9月8日閲覧。
4. ↑   “製パン最大手、フィリピン子会社の株売却へ”. NNA. (2020年9月10日) 2020年9月10日閲覧。